# Station Hoorn
Station Hoorn is het belangrijkste spoorwegstation in de Nederlandse stad Hoorn. Het station dateert uit 1883 en is gelegen aan de op 20 mei 1884 geopende spoorlijn Zaandam – Hoorn. Op 6 juni 1885 werd de spoorlijn verlengd naar Enkhuizen.
Vanuit Hoorn werden vervolgens nog lijnen geopend naar Medemblik op 3 november 1887, naar Heerhugowaard (– Alkmaar) op 1 oktober 1898 en in 1913 een tramlijn naar Bovenkarspel-Grootebroek en Enkhuizen via Venhuizen (Spoorweg-Maatschappij De Zuider Kogge)
In het station is een wachthal, een restaurant, een kiosk gevestigd. Het gebouw staat op de rijksmonumentenlijst onder nummer 22576.
Aan de achterzijde van het NS-station bij het transferium ligt het Tramstation Hoorn van de Museumstoomtram Hoorn-Medemblik, die gebruikmaakt van de lijn van de voormalige lokaalspoorweg naar Medemblik.
In 1983 is ten oosten van station Hoorn de voorstadshalte Hoorn Kersenboogerd geopend.

## OV-chipkaart
Dit station is sinds 2014 afgesloten met OVC-poorten.

## Voorzieningen
- Burger King
- Fietsenmaker, verhuur en verkoop

## Treinen
De volgende treinseries stoppen in Hoorn:
| Serie | Treinsoort     | Route | Bijzonderheden |
| ----- | -------------- | --- | --- |
| 2900  | Intercity (NS) | Enkhuizen – Hoorn – Amsterdam Centraal – Utrecht Centraal – 's-Hertogenbosch – Eindhoven Centraal – Weert – Roermond – Sittard – Maastricht | Rijdt van maandag t/m donderdag in de vroege ochtend en in de avonduren en rijdt van vrijdag t/m zondag de hele dag en vervangt dan Intercity 3900 tussen Enkhuizen en Amsterdam Centraal en intercity 2700 tussen Amsterdam Centraal en Maastricht.                                                                           |
| 12900 | Intercity (NS) | Enkhuizen – Hoorn – Amsterdam Centraal | Stopt niet in Zaandam. Rijdt enkel eenmaal op de vroege zaterdagochtend en rijdt als IC door richting Nijmegen. Rijdt niet richting Enkhuizen |
| 3700  | Intercity (NS) | Amsterdam Centraal – Purmerend – Hoorn – Enkhuizen                                                                                          | Stopt niet in Zaandam. Rijdt alleen in de spits in de spitsrichting, rijdt niet op vrijdag. |
| 3900  | Intercity (NS) | Enkhuizen – Hoorn – Amsterdam Centraal – Utrecht Centraal – 's-Hertogenbosch – Eindhoven Centraal – Weert – Roermond – Sittard – Heerlen    | Stopt niet in Zaandam. Rijdt in de avonduren en van vrijdag t/m zondag de hele dag enkel tussen Eindhoven Centraal en Heerlen. Wordt in de avonduren en van vrijdag t/m zondag de hele dag vervangen door intercity 2900. Rijdt van maandag t/m donderdag in de avonduren enkel tussen Sittard en Heerlen en rijdt dan 1x/uur. |
| 4100  | Sprinter (NS)  | Hoofddorp – Schiphol Airport – Zaandam – Purmerend – Hoorn – Hoorn Kersenboogerd                                                            | |
| 4800  | Sprinter (NS)  | Amsterdam Centraal – Haarlem – Alkmaar – Hoorn                                                                                              | Rijdt vanaf 20:00 uur één keer per uur tussen Alkmaar en Hoorn. |

## Bussen
Voor station Hoorn bevindt zich een busstation, waar bussen richting de dorpen in het noorden van de provincie Noord-Holland vertrekken, maar ook naar plaatsen ten zuiden van Hoorn. Tot slot wordt het station nog bediend door de Hoornse stadsdienst. De busdiensten worden uitgevoerd door Connexxion, in opdracht van de provincie Noord-Holland. Hoorn valt dan ook onder het concessiegebied "Noord-Holland Noord". Daarnaast zijn er ook enkele concessiegrensoverschrijdende buslijnen die op het station van Hoorn komen, zoals lijnen van EBS uit het concessiegebied "Zaanstreek-Waterland".
Een overzicht van de buslijnen die station Hoorn aan doen:
| Lijn                                                        | Route                                                         | Via                                                         | Bijzonderheden |
| Vervoerder: Connexxion Concessiegebied: Noord-Holland Noord | Vervoerder: Connexxion Concessiegebied: Noord-Holland Noord   | Vervoerder: Connexxion Concessiegebied: Noord-Holland Noord | Vervoerder: Connexxion Concessiegebied: Noord-Holland Noord                                                                        |
| ----------------------------------------------------------- | ------------------------------------------------------------- | ----------------------------------------------------------- | --- |
| 14                                                          | Station Hoorn - Kersenboogerd                                 |                                                             | |
| 128                                                         | Station Hoorn - Noordbeemster Oosthuizerweg                   | Berkhout, De Goorn, Avenhorn                                | |
| 131                                                         | Station Hoorn - Andijk Hoekweg                                | Blokker, Zwaag, Zwaagdijk, Wervershoof                      | |
| 132                                                         | Station Hoorn - Andijk Hoekweg                                | Zwaag, Zwaagdijk, Wervershoof                               | |
| 133                                                         | Station Hoorn - Hoogwoud Raadhuisstraat                       | Zwaag, Wognum, Wadway, Spanbroek, Opmeer                    | |
| 134                                                         | Station Hoorn - Wieringerwerf Badweg                          | Abbekerk, Lambertschaag, Middenmeer, Slootdorp              | Rijdt niet 's avonds en in het wekend                                                                                              |
| 135                                                         | Station Hoorn - Station Den Helder                            | Abbekerk, Middenmeer, Wieringerwerf, Den Oever              | |
| 136                                                         | Station Hoorn - Midwoud Oostwouder Dorpsstraat                | Zwaag, Wognum, Nibbixwoud, Hauwert/Benningbroek             | Ringlijn in twee richtingen; 's ochtends alleen tegen de klok in, 's middags alleen met de klok mee. Rijdt niet 's avonds na 23:00 |
| 139                                                         | Station Hoorn - Medemblik Busstation                          | Abbekerk, Opperdoes                                         | |
| 239                                                         | Station Hoorn - Medemblik Busstation                          | Abbekerk                                                    | |
| 412                                                         | Station Hoorn - Station Bovenkarspel-Grootebroek              | Schellinkhout, Wijdenes, Hem, Hoogkarspel                   | Rijdt niet 's avonds en op zondag                                                                                                  |
| 415                                                         | Station Hoorn - Medemblik Busstation                          | Blokker, Westwoud, Hauwert, Wervershoof, Onderdijk          | Rijdt niet 's avonds na 22:45 en op zondag                                                                                         |
| Vervoerder: EBS Concessiegebied: Zaanstreek-Waterland       |                                                               |                                                             | |
| 314                                                         | Station Hoorn - Station Amsterdam Centraal                    | Edam Busstation                                             | R-net |
| 614                                                         | Station Hoorn - Monnickendam Nieuwpoortslaan/Volendam Centrum | Edam Busstation                                             | Scholierenlijn |
| N14                                                         | Station Hoorn - Station Amsterdam Centraal                    | Edam Busstation                                             | Nachtbus |

## Ontwikkeling aantal reizigers
Het aantal door NS vervoerde reizigers (per gemiddelde werkdag) ontwikkelde zich sedert 2019 als volgt:
| Jaar   | Aantal reizigers |
| ------ | ---------------- |
| 2019   | 15.843           |
| 2020   | 7.954            |
| 2021   | 8.284            |
| 2022   | 10.920           |
| 2023   | 12.749           |
| 12.896 |                  |

## Afbeeldingen

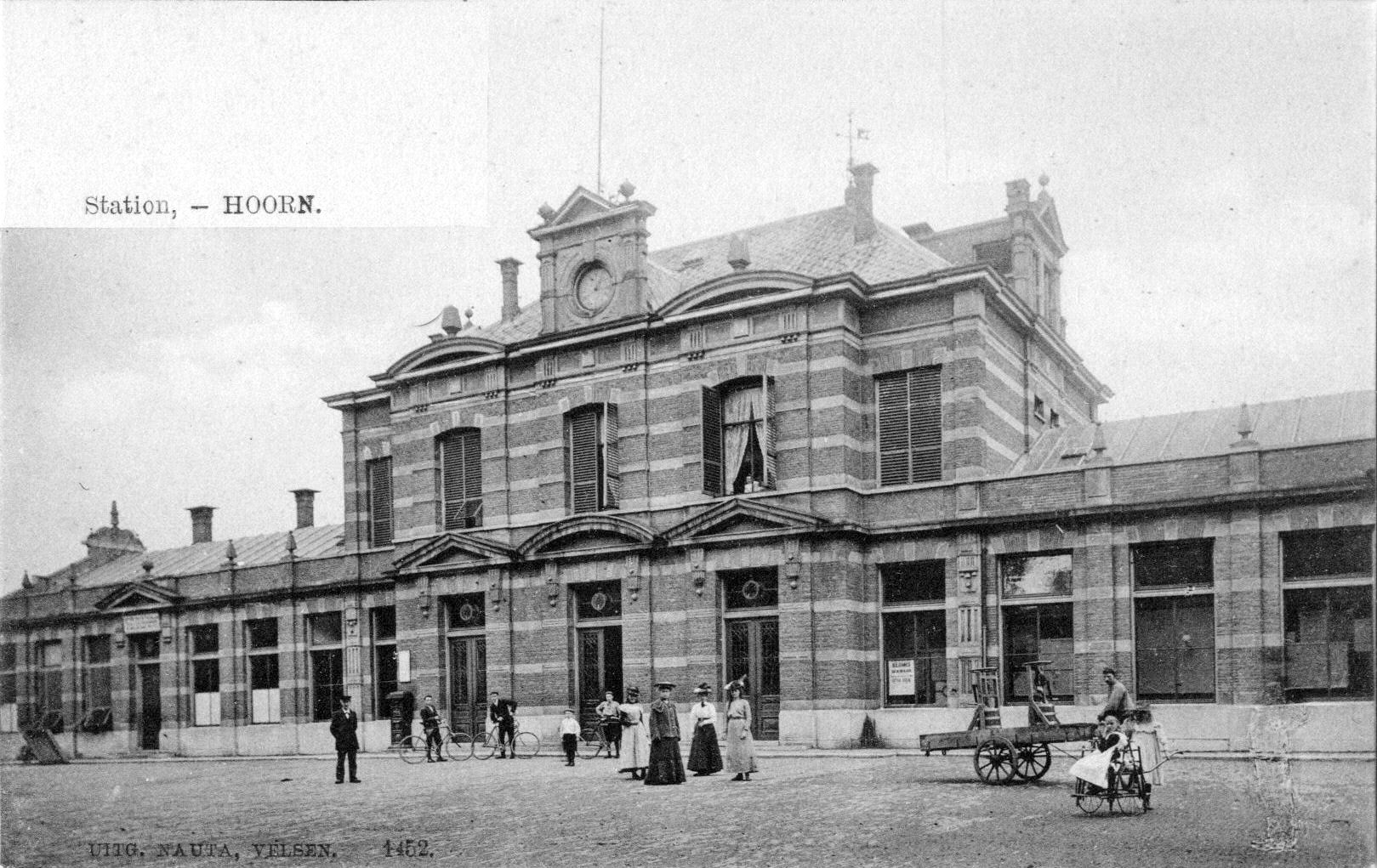
Station Hoorn; circa 1900. Collectie van het Utrechts Archief.
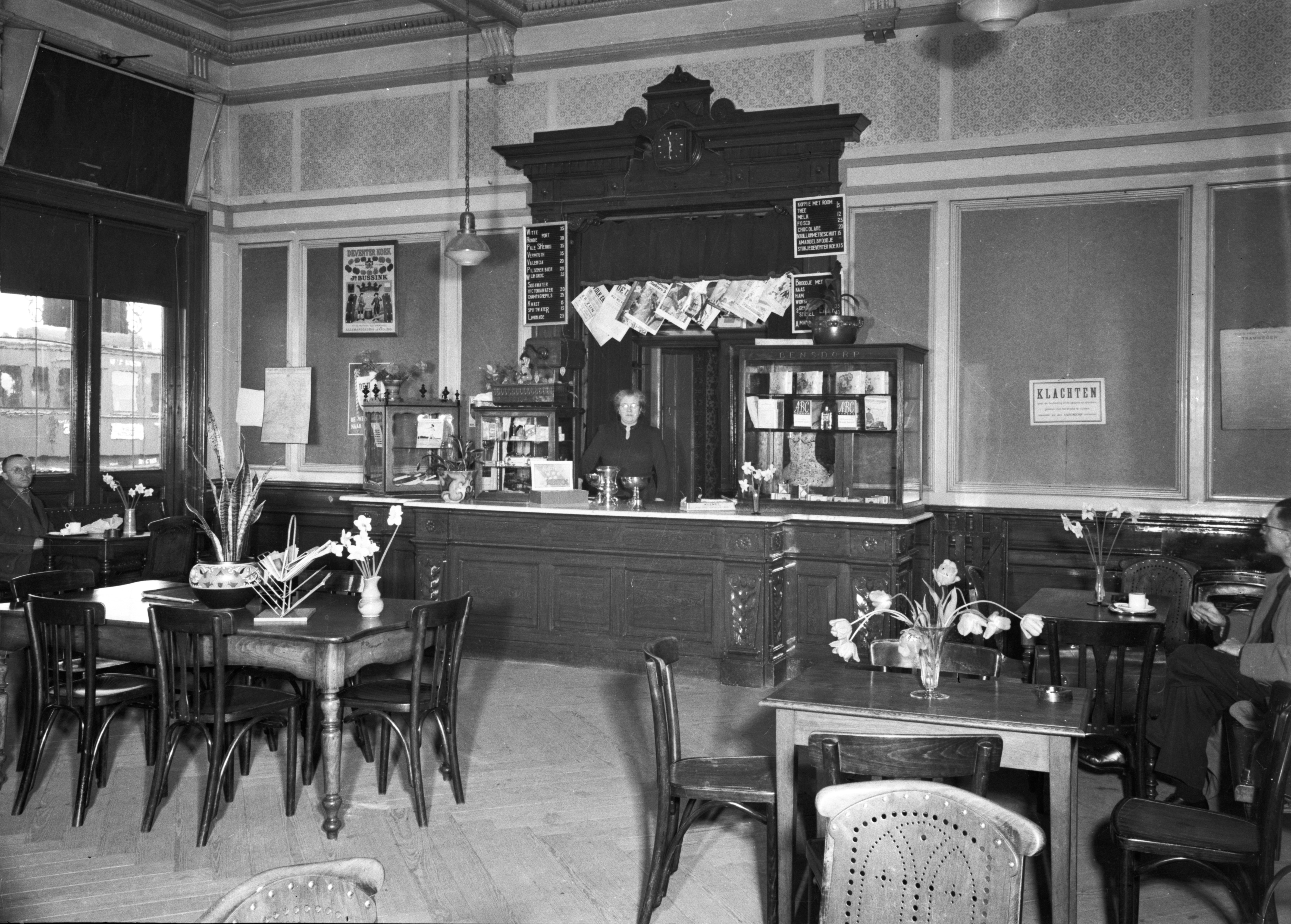
Wachtkamer 1e en 2e klasse, 1941
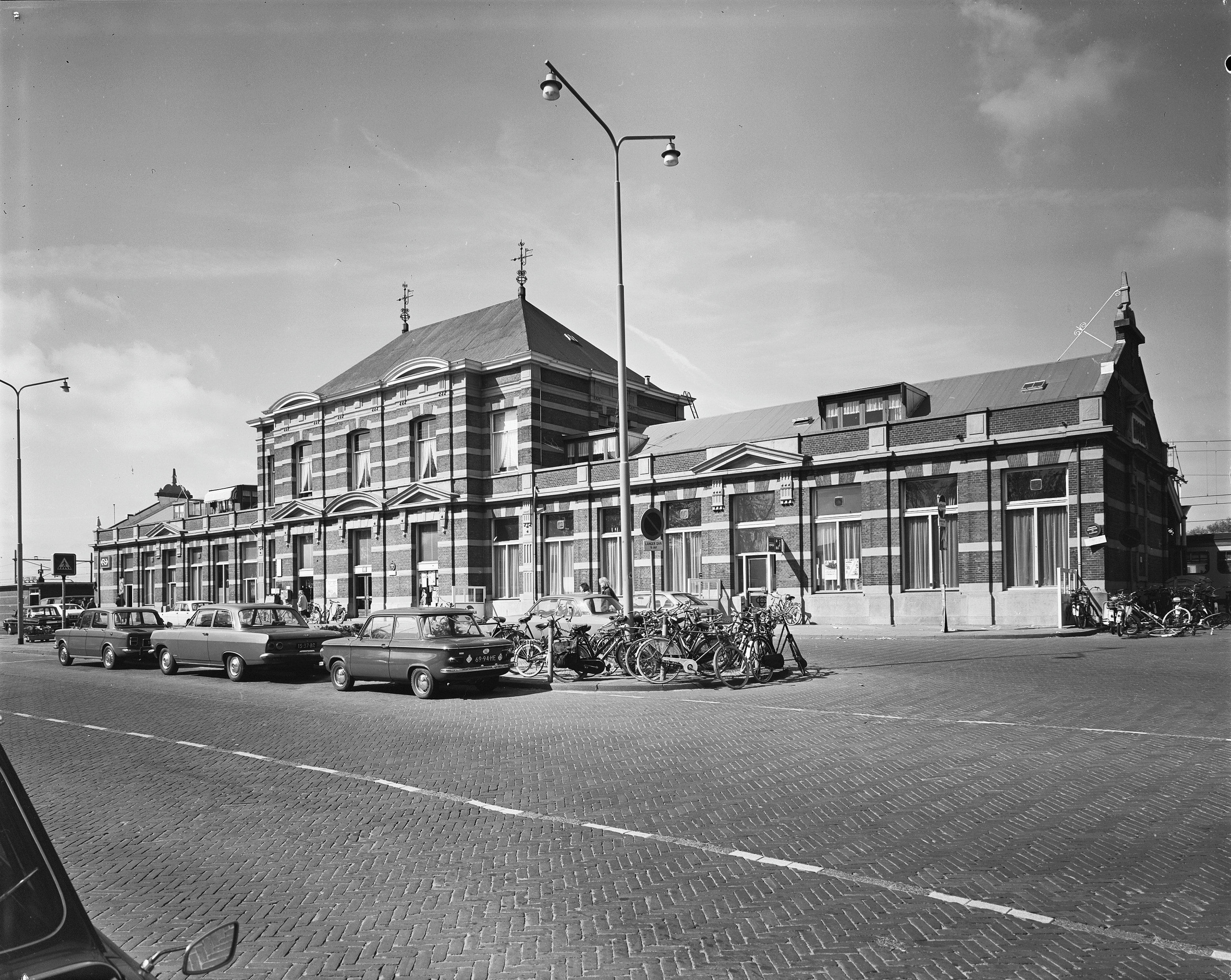
Station Hoorn, straatzijde; augustus 1974.
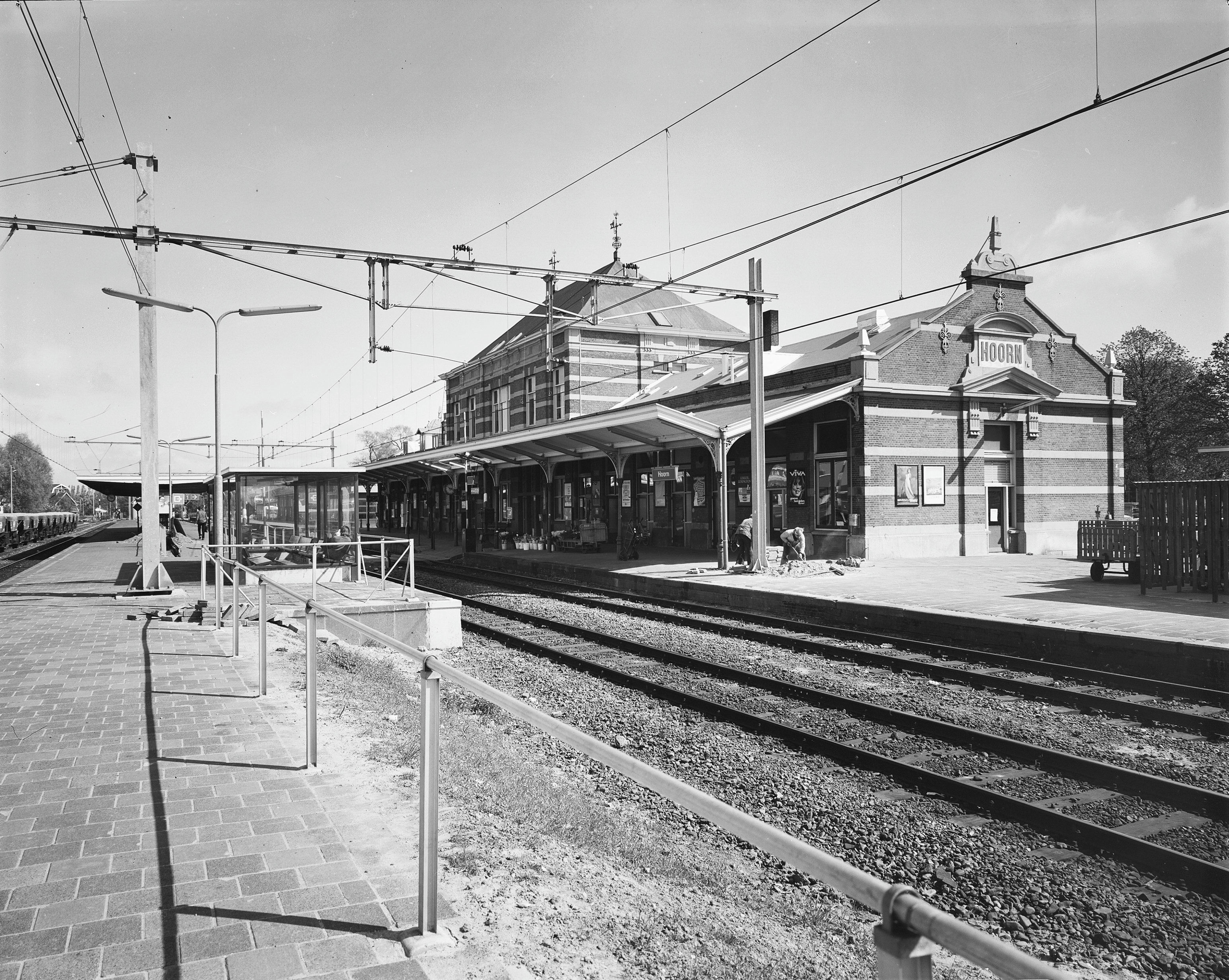
Station Hoorn, perronzijde; augustus 1974.
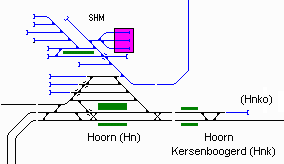
Sporenplan Hoorn Auteur: S.Zeegers - www.sporenplan.nl
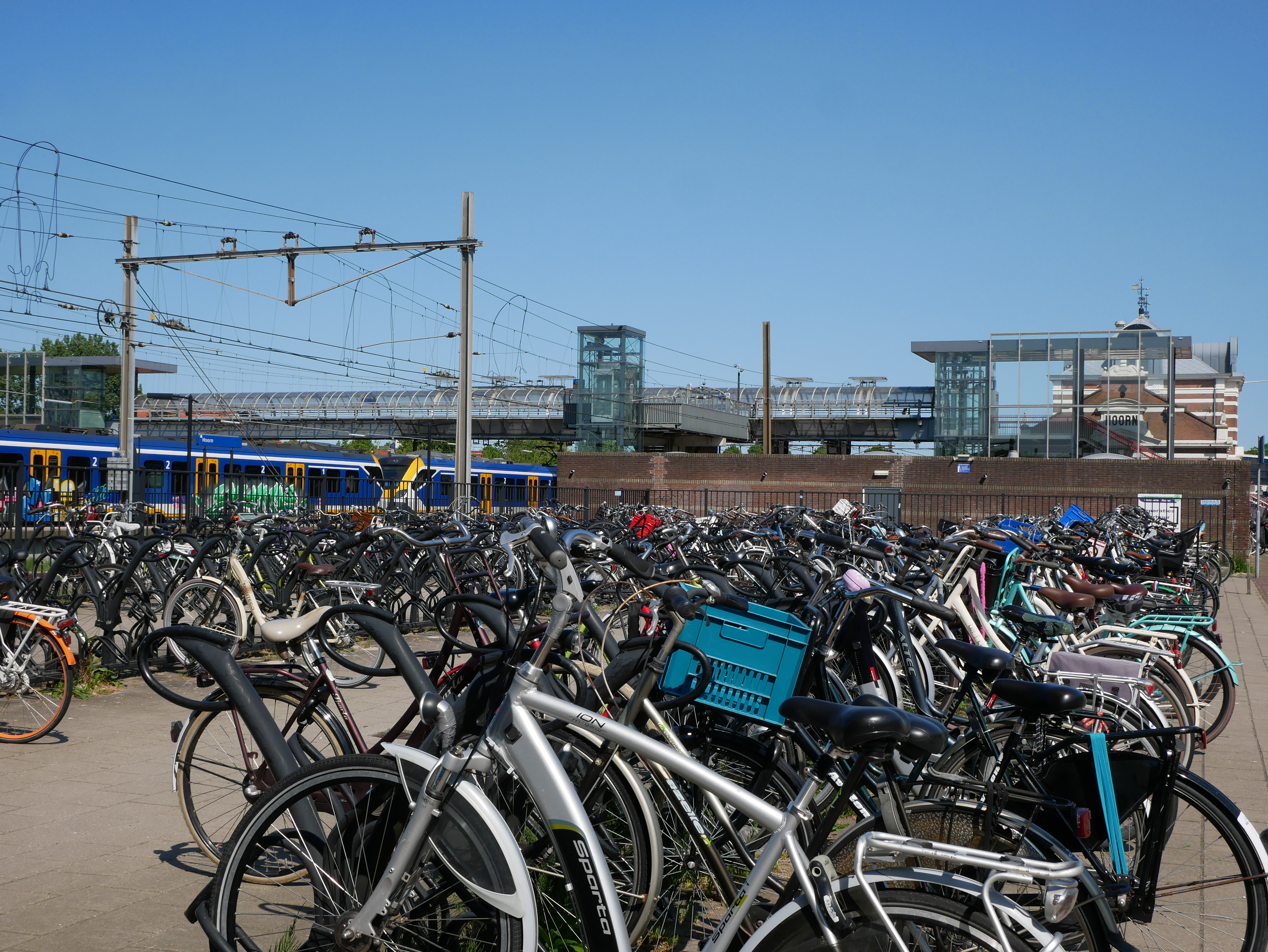
De fietsenstalling
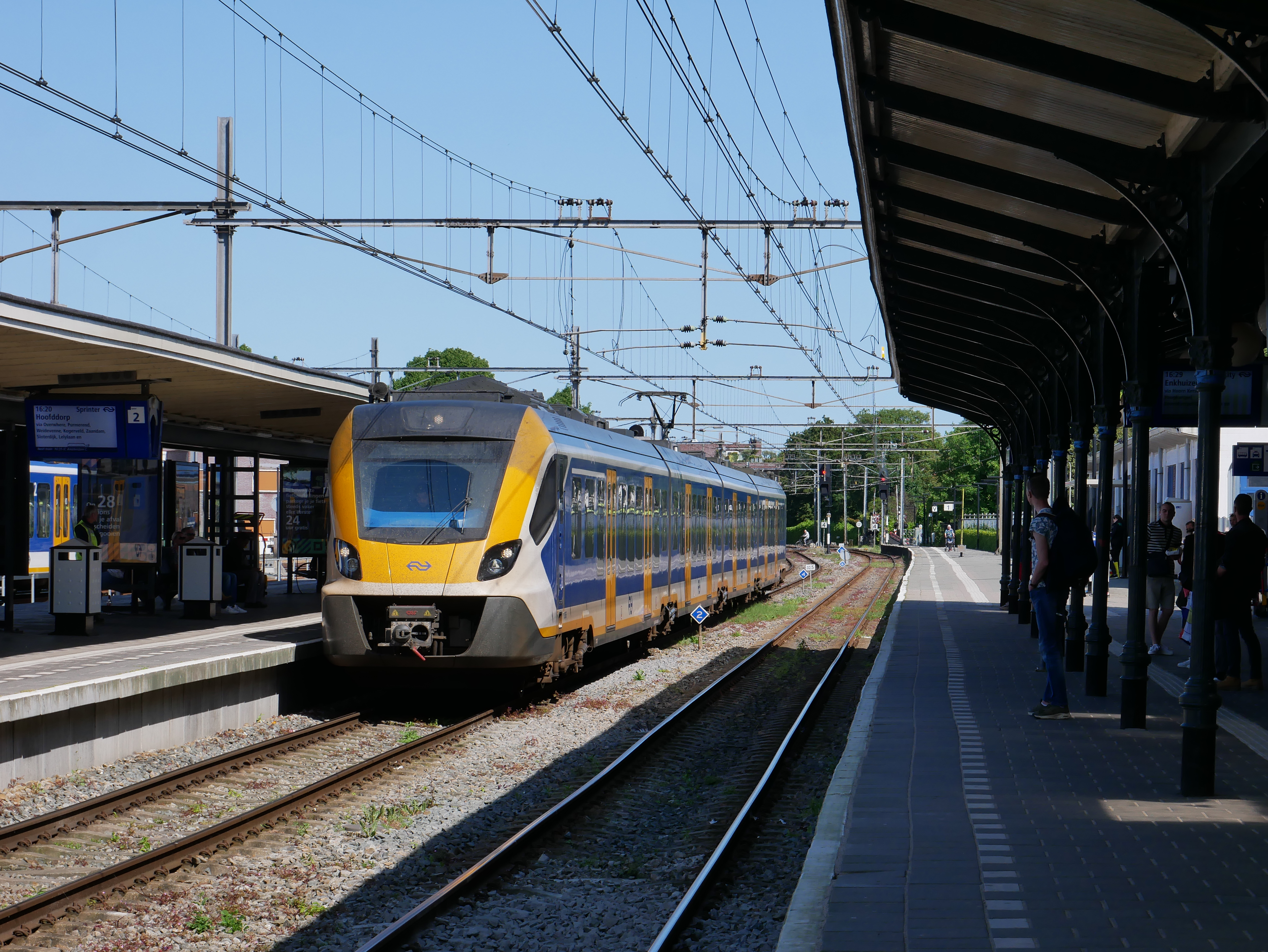
Sprinter op het station